# More Than Words (EP de Menudo)
More Than Words é um extended play da boy band Menudo, lançado em 18 de dezembro de 2007, pela gravadora Epic. O compact disc (CD) foi vendido exclusivamente nas lojas da Target, nos Estados Unidos. Esse lançamento marcou o retorno da banda com uma nova formação, composta por Carlos, Chris, Emmanuel, José e Monti, que foram selecionados por meio do reality show Making Menudo, da MTV. O programa reuniu 15 finalistas que competiram por um lugar na nova versão do grupo, sendo cinco escolhidos para gravar um novo álbum. Após serem selecionados os integrantes do grupo gravaram cerca de quarenta canções. O EP conta com quatro faixas e foi o primeiro lançamento oficial da nova formação do Menudo.

## Divulgação
Como forma de divulgação, o quinteto participou de diversos programas de televisão e eventos promocionais, cantando algumas das faixas e preparando-se para o lançamento do álbum completo, que era previsto para a primavera de 2008.
A canção "Move" fez parte da trilha sonora da série de música e dança Dance on Sunset, apresentada por Quddus (Benjamin Quddus Philippe) na Nickelodeon. A série apresentava rotinas de dança, chamadas de "Fresh-Squeezed Dance", que ram projetadas para serem executadas por seus espectadores pré-adolescentes e adolescentes. Cada episódio da série trazia um convidado especial. No sétimo episódio, exibido em 10 de maio de 2008, o Menudo fez uma participação cantando a faixa "Move".

## Recepção crítica
| Críticas profissionais | Críticas profissionais |
| Avaliações da crítica  | Avaliações da crítica  |
| Fonte                  | Avaliação              |
| ---------------------- | ---------------------- |
| The Press Democrat     | Favorável              |

Mario Tarradel, do jornal The Press Democrat, fez uma resenha crítica favorável para o EP, na qual o descreveu como um "aperitivo" para gerar expectativa para o álbum completo. Ele destacou que o estilo das canções é pop-R&B e adicionou que o som do grupo é altamente produzido, instantaneamente cativante e voltado para um grande público. Além disso, mencionou que o Menudo tenta atrair fãs de artistas como Fergie, Rihanna e Chris Brown, mas que a nacionalidade e o perfil dos membros mantêm sua base de fãs mais forte entre o público jovem latino.

## Lista de faixas
- Créditos adaptados do Spotify.[14]

| N.º | Título                        | Compositor(es)                  | Duração |  |
| 1.  | "More Than Words (A E I O U)" | Danja                           | 3:41    |  |
| 2.  | "Más que amor (A E I O U)"    |                                 | 3:41    |  |
| 3.  | "Move"                        | Cotrell Qualls, Jamie Newman    | 3:31    |  |
| 4.  | "This Christmas"              | Donny Hathaway, Nadine McKinnor | 3:02    |  |